# Die Geliebte des Marschalls
Die Geliebte des Marschalls ist ein US-amerikanischer Abenteuerfilm aus dem Jahr 1948 von Henry Levin mit Larry Parks, Marguerite Chapman und Victor Jory in den Hauptrollen. Der Film wurde von Columbia Pictures produziert.

## Handlung
Als der Dreißigjährige Krieg 1648 endet, leidet die französische Bevölkerung unter Armut und Hunger. Marschall Mordore sieht im Friedensschluss eine Bedrohung für seine persönlichen Interessen und plant, Spanien anzugreifen und auszuplündern. Er beordert General Cadeau mit seinen Truppen an die spanische Grenze. Der als Kriegsheld geltende Cadeau ist des Kämpfens müde geworden und wünscht sich nur noch Frieden. Inkognito reist er nach Paris, um Mordore von seinen Kriegsplänen abzubringen. Begleitet wird er von seinem treuen Adjutanten Lieutenant Picard, dem er sein Familienschwert, bekannt als Gallant Blade, zeigt. 
Auf der Reise nach Paris begegnet Cadeau der attraktiven Spionin Nanon de Lartigues, die eine Affäre mit Mordore unterhält. Mordore lehnt Cadeaus Friedenswunsch ab, woraufhin der General eine Audienz bei der Königin anstrebt. Mordore plant einen Anschlag auf Cadeau, dazu soll Nanon Picard ablenken, damit der General ohne Schutz zu einem angeblichen Treffen mit der Königin reist. Er teilt ihr jedoch nicht den wahren Grund mit. Erst als Picard Nanon von Cadeaus Friedenswunsch erzählt, wird dieser klar, dass der General in Lebensgefahr schwebt. Sofort schickt sie Picard los, der den Anschlag verhindern kann. Mordore lässt Cadeau nun in Schutzhaft nehmen, der vorher Picard mit einem Erklärungsschreiben, das Mordores Kriegspläne aufzeigt, zu General de la Garance schickt. In  Paris schließt sich Picard der Friedensbewegung an. 
In der Zwischenzeit erkennt Nanon, dass Mordore Frankreich für seine eigenen Interessen verraten will und verlässt ihn. Sie trifft Picard und verrät ihm, dass Cadeau in der Festung Vernac gefangen gehalten wird. Picard verkleidet sich als Nanons Diener und begleitet sie nach Vernac. Unterwegs begegnen sie Sergeant Martine und seiner Truppe Widerstandskämpfer. Nanons habgierige Tante, Madame Chauvignac, hat Mordore Picards Pläne verraten, der nun seine Männer ausschickt, um den Lieutenant zu töten. Der Anschlag gelingt, Mordores Männer erbeuten das Schreiben und lassen Picard zum Sterben zurück. Nanon hat vom Verrat ihrer Tante und vom angenommenen Tod Picards, in den sie sich verliebt hat, erfahren und will nun dessen Mission weiterführen. 
Martine hat in der Zwischenzeit den verletzten Picard gefunden und gesund gepflegt. Picard unterrichtet de la Garance von Mordores Verrat. Er trifft auf Nanon, die er für die Verräterin hält. Doch Nanon erklärt ihm, dass de la Garance mit Mordore zusammenarbeitet. Cadeau soll am nächsten Tag ermordet werden. Nanon stattet Picard mit einem Ring aus, der ihm freie Passage gewährt. In der Festung können sich Picard und seine Männer als Wachmannschaft für Cadeau ausgeben, der ins Hauptquartier überstellt werden soll. Als die echten Wachen eintreffen, kommt es zu einem Kampf, bei dem Cadeau von Picards Männern befreit wird. Im Hauptquartier erklärt derweil Mordore, dass Cadeau gestorben sei und macht de la Garance zum neuen Befehlshaber der Armee. Auf dem Weg zurück nach Paris erfährt Mordore von Cadeaus Entkommen und Nanons Doppelspiel. Er will Nanon erwürgen, doch Picard hindert ihn und verletzt den Marshall in einem Schwertkampf tödlich. 
Picard wird zum Colonel befördert und reitet mit Nanon an Cadeaus Seite in Paris ein, um an der Audienz mit der Königin teilzunehmen.

## Produktion

### Hintergrund
Gedreht wurde der Film vom 28. November 1947 bis zum 5. Januar 1948.

### Stab
Sturges Carne und Stephen Goosson oblag die künstlerische Leitung. Wilbur Menefee und Frank A. Tuttle waren für das Szenenbild zuständig, Jean Louis für die Kostüme. Dorothy Cumming protokollierte als Script Supervisor alle Drehbuchänderungen. Musikalischer Direktor war Morris Stoloff.

### Besetzung
In kleinen nicht im Abspann erwähnten Nebenrollen traten Edith Evanson, Frank Reicher, Charles Wagenheim und Pierre Watkin auf.

## Veröffentlichung
Die Premiere des Films fand am 13. Oktober 1948 in New York statt. In der Bundesrepublik Deutschland kam er am 11. Mai 1951 in die Kinos, in Österreich am 24. August 1951.

## Kritiken
Das Lexikon des internationalen Films schrieb: „Sympathischer Ausstattungsfilm mit historischem Hintergrund und einer frei erfundenen Geschichte.“